# Herta Frankel
Herta Frankel (Viena, Austria, 24 de marzo de 1913 - Barcelona, España, 17 de febrero de 1996) fue una titiritera, marionetista, ventrílocua y bailarina austriaca afincada en España desde 1942 hasta su fallecimiento.

## Trayectoria artística
Frankel se inició en el mundo artístico como bailarina en el Ballet Infantil de la Ópera de Viena. Más tarde continuó su carrera en el mundo de la interpretación, haciendo también sus incursiones como cantante. Llegó a España en 1942, para realizar un espectáculo musical, y se estableció en Barcelona desde 1945, al igual que otros tres miembros de su compañía de espectáculos Los Vieneses: Artur Kaps, Gustavo Re y Franz Johan. En 1948 debutó con marionetas en Grandes Artistas en Pequeño Tamaño dentro de la revista Sueños de Viena, en el Teatro Español de Barcelona, con éxito. En todas las revistas posteriores combinará el baile con las marionetas.
Fue muy popular en los primeros años de Televisión Española como titiritera, manejando muñecos de mano y de cuerda en los programas infantiles. Sus muñecos más famosos fueron La perrita Marilín, un caniche impertinente y respondón creado por Elvira de Loyzaga. Otros muñecos que cobraron vida en sus manos fueron Pepito, la ratita Violeta y la tía Cristina. Su primer programa televisivo fue Lo que cuenta la tía Cristina, pero no alcanzó la fama hasta la aparición de La perrita Marilín en el programa Día de fiesta (1965-1969), dentro de la sección Cita con Marilín. En 1960 se le concedió el Premio Ondas (en el apartado de premios nacionales de televisión). Entre 1973 y 1976 actuó en el Scala Barcelona que dirigía su pareja Artur Kaps.
Con la incorporación de Pilar Gálvez y Fernando Gómez en 1985 se constituye la Compañía de Marionetas Herta Frankel. En 1995 realizan la exposición Herta Frankel y sus Marionetas en Lérida y Barcelona donde Frankel recibió un homenaje. La Compañía de Marionetas Herta Frankel sigue dando vida a sus marionetas en el Marionetarium, que se puede visitar en el parque de atracciones del Tibidabo, en Barcelona.

## Trayectoria en Televisión
- Tiovivo (1960)
- Fiesta con nosotros (1962)
- Amigos del martes (1963-1964)
- Día de fiesta -Sección "Cita con Marilín" (1965-1969)
- Vuestro amigo Quique (1972)
- La cometa blanca (1981)